# Археологічний туризм
Археологічний туризм — це різновид туризму, метою якого є відвідування місцевості, пов'язаної з археологією та археологічними розкопками.

## Особливості
Під час таких поїздок туристи не лише можуть прослухати лекцію професійного археолога, але і доторкнутися до предметів сивої давнини. В Європі археологічний туризм поширений в Греції, Німеччині, Швейцарії, Іспанії, Франції, Англії, Ірландії, Швеції, Чехії, Шотландії, Австрії, Італії. Слід зазначити, що туристичні фірми цих держав, пропонуючи археологічні тури, постійно розміщують в інтернеті інформацію з описом маршрутів та ілюстраціями пам'яток. Цікавим відгалуженням археотуризму став підводний археологічний туризм, який дає можливість подорожувати крізь віки цивілізації і культури затонулих міст.
Найпопулярніші археологічні тури — це Ізраїль, Єгипет, Ліван, Індія, Монголія, Ірак, Мексика, Перу. Великі любителі археологічного туризму — американці та німці, як правило, таким туристам 25—35 років, часто це менеджери та офісні працівники, які люблять проводити свій час активно.
Досить розвинений археологічний туризм в Україні. На Правобережжі користуються попитом екскурсії по замках та палацах, серед яких найпопулярнішими є Паланок, Кам'янець-Подільська та Хотинська фортеці. Їх залюбки відвідують також гості з інших країн. На Лівобережжі туристичних пам'яток значно менше, але також є на що подивитись. Користується величезним попитом серед туристів оригінальна садиба-фортеця у Тростянці на Сумщині, пам'ятки та реконструкції козацької доби та Другої Світової Війни. У деяких регіонах, насамперед, у Зміївському районі Харківської області, готелі та будинки відпочинку заохочують гостей відвідувати історичні місця, інколи навіть співпрацюють із науковими та краєзнавчими організаціями. У 2019-2021 роках була доступною можливість долучатись до розкопок на Мамай-горі.